# منتخب نيكاراغوا لكرة السلة
منتخب نيكاراغوا لكرة السلة (بالإسبانية: Selección de baloncesto de Nicaragua)‏ هو ممثل نيكاراغوا الرسمي في المنافسات الدولية في كرة السلة .
يدار من قِبل الاتحاد النيكاراغوي لكرة السلة (فينيبالون).